# Чемпионат Северной, Центральной Америки и Карибского бассейна по волейболу среди мужчин 1983
8-й чемпионат Северной, Центральной Америки и Карибского бассейна (NORCECA) по волейболу среди мужчин прошёл с 12 по 16 июля 1983 года в Индианаполисе (США) с участием 6 национальных сборных команд. Чемпионский титул во второй раз в своей истории выиграла сборная США.

## Команды-участницы
Канада, Куба, Мексика, Нидерландские Антильские острова, Пуэрто-Рико, США.

## Система проведения чемпионата
6 команд-участниц провели однокруговой турнир, по результатам которого определена итоговая расстановка мест.

## Результаты
| М | Команда                          | 1   | 2   | 3   | 4   | 5   | 6   | И | В | П | С/П  | О  |
| - | -------------------------------- | --- | --- | --- | --- | --- | --- | - | - | - | ---- | -- |
| 1 | США                              |     | 3:0 | 3:0 | 3:0 | 3:0 | 3:0 | 5 | 5 | 0 | 15:0 | 10 |
| 2 | Канада                           | 0:3 |     | 3:0 | 3:1 | 3:1 | 3:0 | 5 | 4 | 1 | 12:5 | 9  |
| 3 | Куба                             | 0:3 | 0:3 |     | 3:1 | 3:0 | 3:0 | 5 | 3 | 2 | 9:7  | 8  |
| 4 | Мексика                          | 0:3 | 1:3 | 1:3 |     | 3:1 | 3:0 | 5 | 2 | 3 | 8:10 | 7  |
| 5 | Пуэрто-Рико                      | 0:3 | 1:3 | 0:3 | 1:3 |     | 3:0 | 5 | 1 | 4 | 5:12 | 6  |
| 6 | Нидерландские Антильские острова | 0:3 | 0:3 | 0:3 | 0:3 | 0:3 |     | 5 | 0 | 5 | 0:15 | 5  |

12 июля: Канада — Мексика 3:1 (15:6, 17:15, 9:15, 15:9); Куба — Нидерландские Антильские острова 3:0 (15:2, 15:5, 15:1); США — Пуэрто-Рико 3:0 (15:1, 15:1, 15:4).
13 июля: Мексика — Нидерландские Антильские острова 3:0 (15:0, 15:0, 15:3); Куба — Пуэрто-Рико 3:0 (15:3, 15:3, 17:15); США — Канада 3:0 (15:5, 15:6, 15:10).
14 июля: Канада — Пуэрто-Рико 3:1 (15:6, 9:15, 15:2, 15:3); Куба — Мексика 3:1 (15:8, 15:8, 13:15, 15:8); США — Нидерландские Антильские острова 3:0 (15:0, 15:0, 15:3).
15 июля: Пуэрто-Рико — Нидерландские Антильские острова 3:0 (15:7, 16:14, 15:7); Канада — Куба 3:0 (15:9, 15:12, 15:6); США — Мексика 3:0 (15:5, 15:6, 15:0).
16 июля: Канада — Нидерландские Антильские острова 3:0 (15:1, 15:2, 15:1); Мексика — Пуэрто-Рико 3:1 (9:15, 15:13, 15:3, 15:12); США — Куба 3:0 (15:8, 15:5, 15:6).

## Итоги

### Положение команд
| США                                 |
| Канада                              |
| Куба                                |
| 4. Мексика                          |
| 5. Пуэрто-Рико                      |
| 6. Нидерландские Антильские острова |